# Private Unfallversicherung
Eine private Unfallversicherung zahlt dem Versicherungsnehmer für die im Vertrag versicherte(n) Person(en) im Versicherungsfall eine Kapitalleistung und/oder eine Unfallrente. Anders als in der gesetzlichen Unfallversicherung gilt der Versicherungsschutz, sofern nichts anderes vereinbart ist, für Unfälle weltweit und rund um die Uhr.  Sie ist abzugrenzen von dem sozialen Versorgungsrecht (z. B. durch das SGB IX), der gesetzlichen Unfallversicherung (die Leistungen bei Arbeitsunfällen und Wegeunfällen, sowie bei Berufskrankheiten für die versicherte Person erbringt) und den Haftpflichtversicherungen, die durch Unfälle verursachte Schäden Dritter ersetzen sollen. Diese verschiedenen Versicherungsarten stehen selbstständig nebeneinander, weshalb ihre Leistungen nicht gegeneinander aufgerechnet werden.

## Unterscheidungen
Man unterscheidet Unfallversicherungen
- gegen Einmalzahlung oder gegen laufende Beiträge
- mit Kapitalleistung und/oder Rentenleistung

Einige Unfallversicherungen werden mit folgenden Zusatzoptionen angeboten:
- mit Progression bei höheren Invaliditätsgraden
- mit verbesserter Gliedertaxe
- mit Beitragsrückerstattung (Beitragsrückgewähr)

In vielen Fällen werden zusätzliche Leistungen mitversichert
- Tod durch Unfall
- Krankenhaustagegeld
- Kosmetische Operationen
- Bergungskosten
- Kurkostenbeihilfe
- Sofortleistung bei schweren Verletzungen
- Leistungen bei Knochenbrüchen

Die Leistungsumfänge verschiedener Versicherungsgesellschaften unterscheiden sich teils erheblich. Vielerorts lässt sich der Versicherungsschutz gegen Prämienerhöhung erweitern. So kann mitunter eine sogenannte Ökoleistung mitversichert werden, die bei Unfällen während der Benutzung öffentlicher Verkehrsmittel aufkommt. Oft bestehen auch Leistungseinschränkungen, wie etwa bei alkoholbedingten (Verkehrs-)Unfällen, oder es gelten unterschiedlich kurze Meldefristen. Deshalb sind die Versicherungsangebote schwer vergleichbar.

## Versicherungsfall
Versicherungsfall in der privaten Unfallversicherung ist der Unfall. Wesensmerkmale des Unfalles im Sinne der Versicherung sind das plötzlich von außen auf den Versicherten wirkende Unfallereignis und die dadurch verursachte(n) Verletzung(en). In § 178 Abs. 2 Satz 1 VVG wird der Unfallbegriff (in der Sachversicherung gilt eine andere Unfalldefinition) folgendermaßen definiert:
- Ein Unfall liegt vor, wenn die versicherte Person durch ein plötzlich von außen auf ihren Körper wirkendes Ereignis unfreiwillig eine Gesundheitsschädigung erleidet.

Kein Unfall (und damit kein Versicherungsfall mit einem Leistungsanspruch an den Versicherer) liegt vor, wenn die versicherte Person auf Grund einer Geistes- oder Bewusstseinsstörung stürzt (§ 2 I. Nr. 1 AUB). In diesem Fall liegt nämlich kein von außen wirkendes Ereignis vor und eventuelle Verletzungen auf Grund des nachfolgenden Sturzes sind ursprünglich durch ein inneres Ereignis verursacht worden. Ein von außen auf den Körper wirkendes Ereignis und ein Leistungsanspruch des Versicherungsnehmers liegt aber vor, wenn die versicherte Person ausrutscht und sich dadurch unmittelbar sturzbedingt verletzt. Ein Beispiel für eine die Deckung ausschließende Bewusstseinsstörung ist ein Ohnmachtsanfall, ein vorübergehender selbstendender Bewusstseinsverlust in Folge einer kurzzeitigen Minderversorgung des Gehirns mit Sauerstoff, zum Beispiel durch Kaltwassergüsse nach einem Saunagang. Das Ausrutschen unter der Dusche wäre dagegen grundsätzlich gedeckt, wobei Leistungskürzungen wegen einer Obliegenheitsverletzung denkbar sind, zum Beispiel wenn die versicherte Person trotz glatter Fliesen keine Badeschuhe trug.
In aller Regel bieten die Unfallversicherer auch Versicherungsschutz für Fälle an, bei denen durch eine erhöhten Kraftanstrengung – also ohne plötzliche Einwirkung von außen – an Gliedmaßen oder Wirbelsäule ein Gelenk verrenkt wird oder Muskeln, Sehnen, Kapseln oder Bänder zerreißen, was ein Unfall im Sinne dieser erweiterten Definition ist.
Manche Versicherer bieten an, den Versicherungsschutz aufgrund besonderer Bedingungen um weitere Fälle zu erweitern. Hierdurch können z. B.
- tauchtypische Erkrankungen (beispielsweise die sogenannte Caissonkrankheit) einem Unfall gleichgestellt werden
- das erstmalige Auftreten bestimmter Erkrankungen wie Herzinfarkt oder Krebserkrankung einem Unfall gleichgestellt werden.
- für Kinder eine Erweiterung auf Kinderinvaliditätsschutz vereinbart werden. Diese leistet bei Invalidität, ungeachtet der Ursache. Krankheit ist damit mit versichert.[1]

Weitere Deckungsausschlüsse liegen vor, wenn die versicherte Person beim Ausführen oder Versuchen einer Vorsatzstraftat verunfallt, sowie Unfälle die mittel- oder unmittelbar auf Grund von Kriegs- oder auch Bürgerkriegsereignissen beruhen. Bei inneren Unruhen ist eine Deckung nur ausgeschlossen, wenn die versicherte Person auf Seiten der Unruhestifter teilgenommen hat. Auch Luftfahrzeugführer, die eine Erlaubnis zum Führen benötigen und Teilnehmer an Fahrveranstaltungen und Übungsfahrten für Fahrveranstaltungen haben keinen Unfallversicherungsschutz, wenn dies nicht ausdrücklich in einer Klausel mitversichert wird.
Auch Infektionen sind grundsätzlich nicht vom Unfallversicherungsschutz umfasst, es sei denn, dass die Erreger auf Grund eines gedeckten Unfalls in den Körper gelangt sind. Weitere Deckungsausschlüsse betreffen Vergiftungen, Bauch- und Unterleibsbrüche, krankhafte Störungen infolge psychischer Reaktionen, unabhängig von ihrer Ursache.
Zudem gibt es einen nicht versicherbaren Personenkreis, nämlich: dauernd pflegebedürftige Personen und Geisteskranke.

## Versicherungsleistung
Die Kernleistung der Unfallversicherung zielt auf die finanzielle Absicherung im Falle einer dauernden Beeinträchtigung der körperlichen oder geistigen Leistungsfähigkeit als Unfallfolge (Invalidität) hin. Die Absicherung erfolgt in der Regel in Form einer einmaligen Kapitalzahlung oder als lebenslange Rente. Durch Progressionsvereinbarungen kann sichergestellt werden, dass die Höhe der Invaliditätsleistung bei höheren Invaliditätsgraden überproportional ansteigt. Die Bemessung der Invalidität geschieht nach der vertraglichen Gliedertaxe.
Nach der Gliedertaxe schließt der Verlust oder die Funktionsunfähigkeit eines funktionell höher bewerteten, rumpfnäheren Gliedes den Verlust oder die Funktionsunfähigkeit des rumpfferneren Gliedes ein. Eine Zusammenrechnung der einzelnen Invaliditätsgrade erfolgt nicht. Führt die Funktionsunfähigkeit des rumpfferneren Gliedes zu einem höheren Invaliditätsgrad als die Funktionsunfähigkeit des rumpfnäheren Gliedes, so stellt die Invaliditätsleistung für das rumpffernere Glied die Untergrenze der geschuldeten Invaliditätsleistung dar.
Neben dem Invaliditätsrisiko können auch andere Unfallfolgen gegen Mehrprämie versichert werden. So kann z. B. ein fester Kapitalbetrag für den Fall des Unfalltodes des Versicherten vereinbart werden (Todesfallleistung). Die Todesfallleistung wird fällig, wenn die versicherte Person innerhalb eines Jahres nach dem Unfall an den Unfallfolgen verstirbt. Die Vereinbarung einer Todesfallleistung zusätzlich zur Invaliditätsleistung ist unter anderem deshalb sinnvoll, weil andernfalls bei unfallbedingtem Ableben des Versicherten trotz schwerer Verletzungen kein Leistungsanspruch entsteht. Denn nach den Versicherungsbedingungen kann eine Invaliditätsleistung in der Regel frühestens 12 Monate nach dem Unfallereignis verlangt werden. Wenn neben der Invaliditätsleistung auch eine Todesfallleistung versichert ist, kann bereits vor Fälligkeit der Invaliditätsleistung ein Vorschuss auf die Invaliditätsleistung beantragt werden. Die Höhe des Vorschusses wird maximal in Höhe der versicherten Todesfallsumme fällig.
Um den Finanzbedarf im Zeitraum bis zur Fälligkeit der Invaliditätsleistung zu überbrücken, kann zusätzlich eine Übergangsleistung vereinbart werden. Dabei handelt es sich um einen festen Kapitalbetrag, der bei schweren Verletzungen fällig wird, wenn der Versicherte wegen der Unfallfolgen in seiner Leistungsfähigkeit über einen bestimmten Zeitraum erheblich beeinträchtigt ist (zum Beispiel drei Monate 100 %; 6 Monate mindestens 50 %).
Darüber hinaus kann eine Vielzahl weiterer Leistungsarten vereinbart werden. Hierzu gehören das Krankenhaustagegeld und das nach der Entlassung aus dem Krankenhaus fällig werdende Genesungsgeld, welches in der Regel für die gleiche Anzahl von Tagen wie das Krankenhaustagegeld gezahlt wird. Ferner das Unfall-Tagegeld, das hauptsächlich der Absicherung von Selbständigen dient. Es wird prozentual nach dem Grad der Beeinträchtigung der Arbeitsfähigkeit abgestuft fällig.
Weiterhin werden von vielen Versicherern sogenannte Sofortleistungen angeboten. Diese beinhalten feste Kapitalbeträge bei bestimmten schweren Verletzungsarten. Viele Versicherungsgesellschaften bieten auch ein vertragliches Schmerzensgeld an. Dieses beinhaltet für genau definierte Verletzungen feste Prozentsätze der versicherten Schmerzensgeldsumme.
Als weitere Leistungsarten bietet der Versicherungsmarkt den Ausgleich von Kosten für kosmetische Operationen an, die z. B. zur Behebung von Entstellungen nach einem Unfall anfallen oder die anteilige Erstattung unfallbedingter Bergungskosten, welche von den Krankenkassen nicht oder nur teilweise übernommen werden (z. B. Eigenbeteiligungen zum Rettungstransport mit dem Krankenwagen oder Hubschrauberrettungsflüge im Ausland nach einem Skiunfall).
Im Rahmen sogenannter Seniorenpolicen werden als versicherbare Leistungen zunehmend bestimmte zeitlich befristete Serviceleistungen wie Hausbesorgungen, Hausputz, „Essen auf Rädern“ etc. angeboten, falls die versicherte Person hierzu wegen der Unfallfolgen nicht selbst in der Lage ist.

## Ausschnittsdeckungen
Außer der Rundum-24-Stunden-Deckung gibt es auch sogenannte Ausschnittsdeckungen. Dazu gehören namentlich die Insassenunfallversicherung, die in Verbindung mit der Kfz-Versicherung abgeschlossen wird, die Boots-Insassenunfallversicherung oder die Bauhelferunfallversicherung. Ein weiteres Beispiel hierfür sind die bei Pauschalreisen eingeschlossenen oder extra abschließbaren Reiseunfallversicherungen.
Kreditkartenunternehmen bieten häufig als Zusatzleistung eine Verkehrsmittelunfallversicherung an, die nur für Unfälle bei der Benutzung von Verkehrsmitteln oder im Hotel eintritt, wenn die Kreditkarte als Zahlungsmittel vereinbart wurde.

## Unfallversicherung mit Beitragsrückgewähr
Eine besondere Form der privaten Unfallversicherung ist die Unfallversicherung mit Beitrags- bzw. Prämienrückgewähr (abgekürzt: UBR oder UPR). Diese Versicherungsform ist eine Kombination aus einer Unfall- und einer Lebensversicherung (genau: eine steigende gemischte Versicherung).
Bei der Unfallversicherung mit Beitragsrückgewähr werden wesentlich höhere Beiträge fällig, da neben der reinen Unfallkomponente auch die Lebensversicherungskomponente bedient werden muss. Die Kosten für die Abdeckung des Unfallrisikos sowie die Abschluss- und Verwaltungskosten des Versicherers werden mit den Kapitalerträgen der Lebensversicherungskomponente bezahlt, auf diese Weise ist es dem Versicherungsunternehmen möglich, die einbezahlten Prämien nach Ablauf des Vertrages oder im Todesfall garantiert (abzüglich gesetzlicher Versicherungssteuer und eventueller Ratenzahlungszuschläge) zuzüglich nicht garantierter Überschussanteile zurückzuerstatten.
Die UBR kann wie alle Unfallversicherungen auch für andere Personen abgeschlossen werden. So können etwa die Eltern für ihre Kinder oder die Großeltern für ihre Enkel eine Unfallversicherung mit einem Ansparplan etwa zur Studienfinanzierung verbinden, wobei im Falle des Todes des Versorgers alle noch ausstehenden Prämien als bereits bezahlt gelten.

## Markt

### Deutschland
Die gesamten Beitragseinnahmen der privaten Unfallversicherung in Deutschland betrugen 6,487 Mrd. € im Jahr 2011; im Vorjahr waren es noch 6,411 Mrd. €. Im Jahr 2011 leisteten die deutschen Versicherer insgesamt 3,07 Mrd. € bei 847.000 privat versicherten Unfällen; 2010 betrugen die Leistungen 3,04 Mrd. € bei 848.000 privat versicherten Unfällen. Dem Kundenmonitor Assekuranz der Psychonomics AG für 2008 zufolge besitzen 31 % aller deutschen Haushalte eine private Unfallpolice. Marktführer in Deutschland ist die Allianz mit einem für 2008 von Psychonomics ermittelten Marktanteil von 22,2 % nach Stückzahlen, gefolgt von der HUK-Coburg und der Ergo Lebensversicherung mit jeweils 5,0 % Marktanteil.

### Österreich
Im Jahr 2010 betrugen die gesamten Prämien der Privaten Unfallversicherung in Österreich 829 Mio. €, das ist ein Plus von 3,5 % gegenüber dem Vorjahr (2009: 801 Mio. €). Gemäß Statistik des Versicherungsverbandes ist nur jeder zweite Österreicher durch eine private Unfallversicherung bei Freizeitunfällen versichert.

## Kritik

### Unfallversicherung / Berufsunfähigkeitsversicherung
Verbraucherschützer kritisieren, dass die Unfallversicherung am Auslöser (dem Unfall) und nicht an der Wirkung (dem Einkommensausfall) orientiert ist. Circa 90 Prozent aller Fälle von Berufs- oder Erwerbsunfähigkeit werden nicht durch Unfälle, sondern durch Krankheit verursacht.

### Ausschnittsdeckungen
Insbesondere Ausschnittsversicherungen werden kritisiert, weil diese nur für bestimmte, klar definierte Unfälle Versicherungsschutz bieten (z. B. in der Insassen-Unfallversicherung: Unfälle beim Gebrauch des versicherten Kraftfahrzeugs).

### Unisex-Tarif
Manche Versicherungen setzen den Versicherungsbeitrag je nach Geschlecht unterschiedlich hoch an. Darin sieht der EuGH unter Bezugnahme auf die EU-Gleichstellungsverordnung eine Diskriminierung Unisex-Tarife sind für alle neuen Versicherungsverträge seit dem 21. Dezember 2012 verpflichtend.

### Unfallwahrscheinlichkeit (Risiko)
Die Wahrscheinlichkeit, eine Invalidität durch einen Unfall zu erleiden, ist vergleichsweise gering. Die meisten Verletzungen durch Unfälle heilen aus, ohne eine Invalidität zu hinterlassen.

### Preis-Leistungs-Verhältnis
In der Unfallversicherung beträgt der Anteil der Auszahlungen von Versicherungsleistungen an Versicherte zu den erzielten Prämieneinnahmen regelmäßig 60 %. Die Schadenquote der 50 größten Anbieter liegt sogar bei nur 43,53 %. Im Gegensatz zur Lebensversicherung werden in der Sach- und Unfallversicherung erzielte Gewinne der Versicherer nicht an die Versichertengemeinschaft ausgezahlt.